# Frankenstraße 43 (Stralsund)

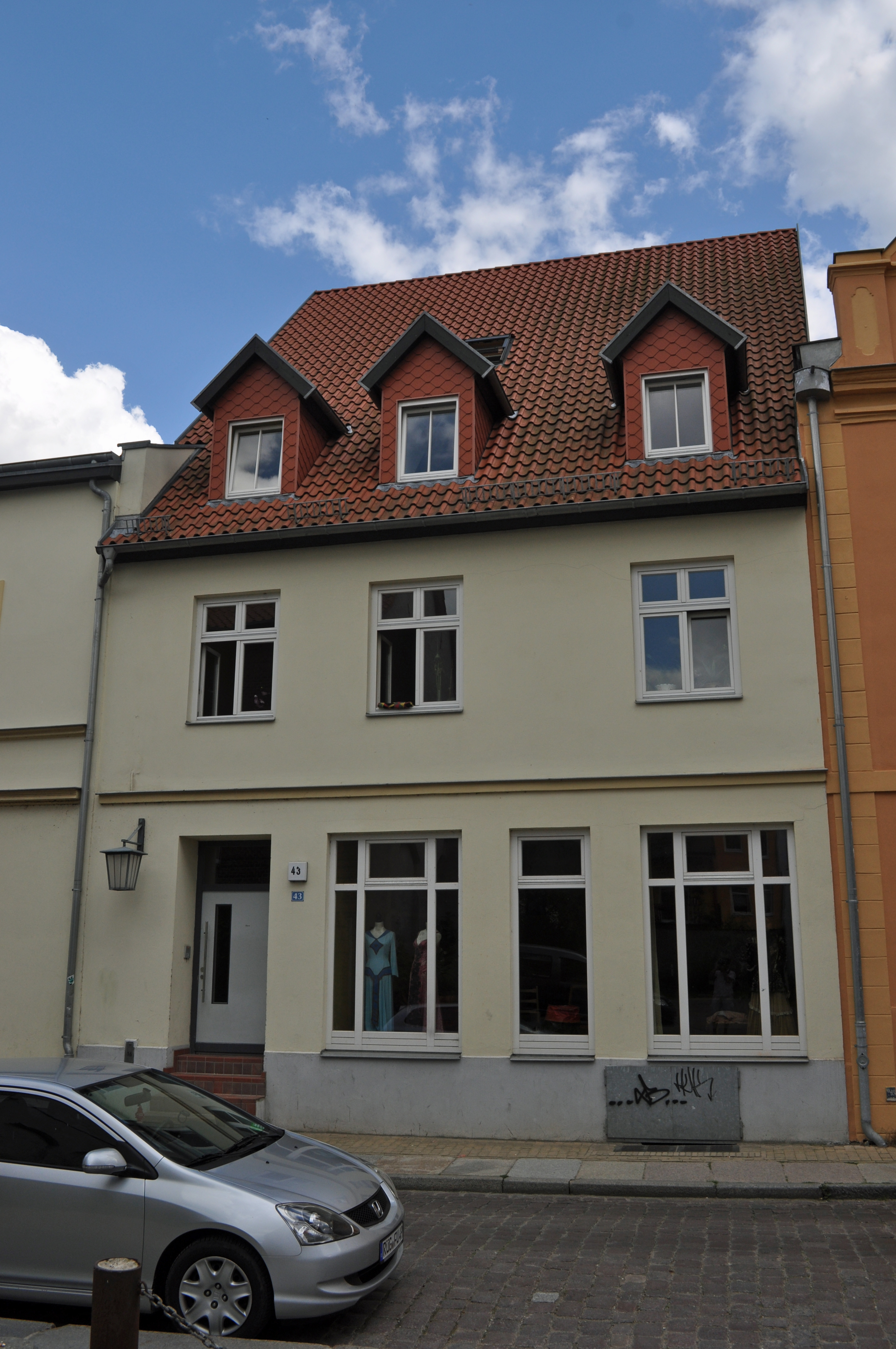
Das Haus Frankenstraße 43 Stralsund (2011)

Das Haus mit der postalischen Adresse Frankenstraße 43 ist ein unter Denkmalschutz stehendes Gebäude in der Frankenstraße in Stralsund.
Das zweigeschossige Traufenhaus mit mittelalterlichem Kern stammt aus der zweiten Hälfte des 19. Jahrhunderts. Der östliche zweigeschossige Putzbau wurde in der Mitte des 19. Jahrhunderts angefügt.
Das Haus liegt im Kerngebiet des von der UNESCO als Weltkulturerbe anerkannten Stadtgebietes des Kulturgutes „Historische Altstädte Stralsund und Wismar“. In die Liste der Baudenkmale in Stralsund aus dem Jahr 1997 ist es mit der Nummer 238 eingetragen.
Vor dem Haus erinnern zwei in der Bürgersteig eingelassene Stolpersteine an Simon und Amelie Steinfeld (siehe dazu Liste der Stolpersteine in Stralsund).